# Juan José de Jesús Yas
Juan José de Jesús Yas (1846, Fudžisawa – 1917, Antigua Guatemala), rozený Kohei Jasu, byl japonský fotograf, který se usadil ve městě Antigua Guatemala v Guatemale a dokumentoval město koncem 19. století a začátkem 20. století.

## Životopis
Yas přijel do Guatemaly jako překladatel slavného mexického astronoma Covarrubiase a fotografování se mu zalíbilo natolik, že se stal žákem německého profesora Herbrugera.

## Smrt
Zemřel ve městě Antigua Guatemala v roce 1917.

## Galerie

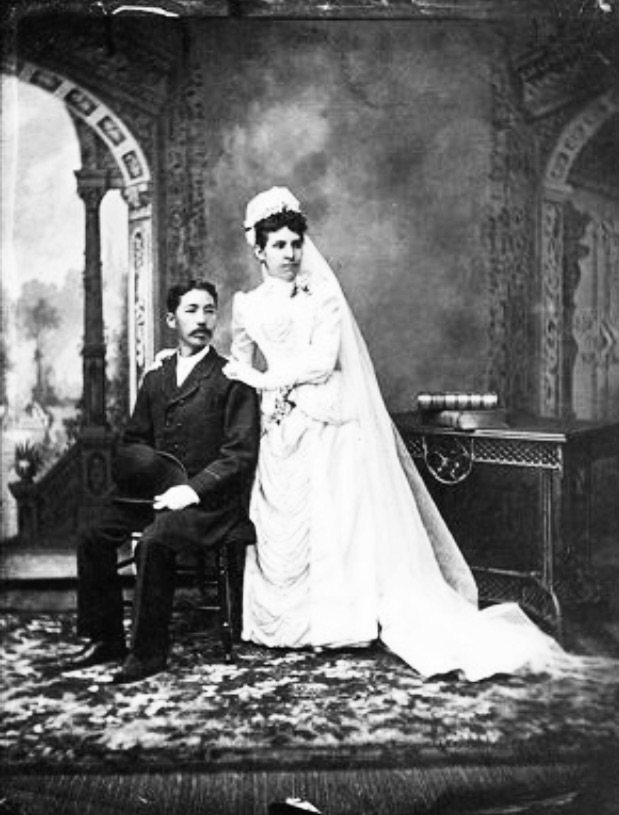
Yas se svou manželkou v den jejich svatby
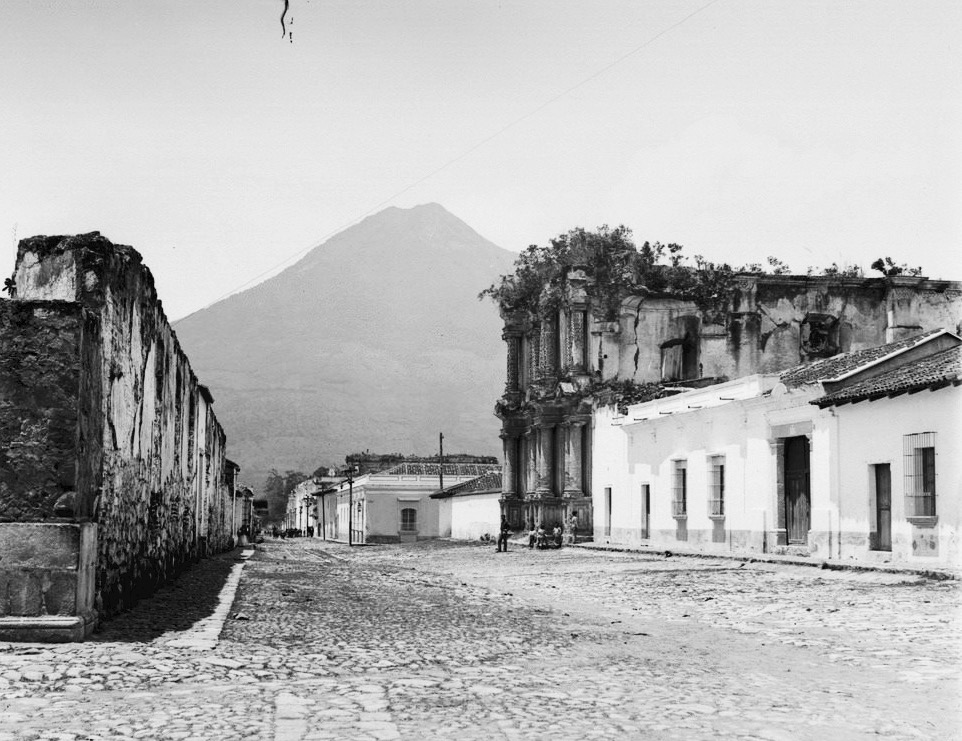
Nuestraseñoracarmenyas
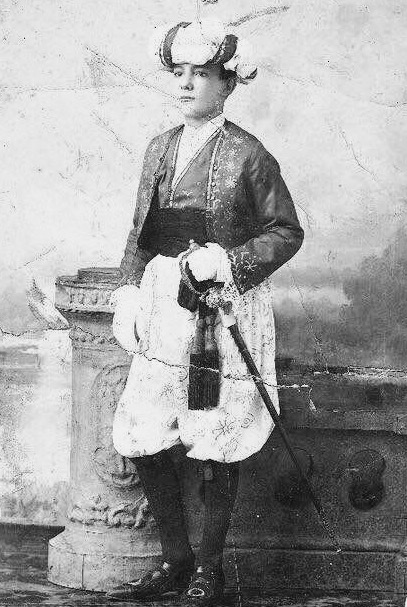
Osberto Pellecer, 1913
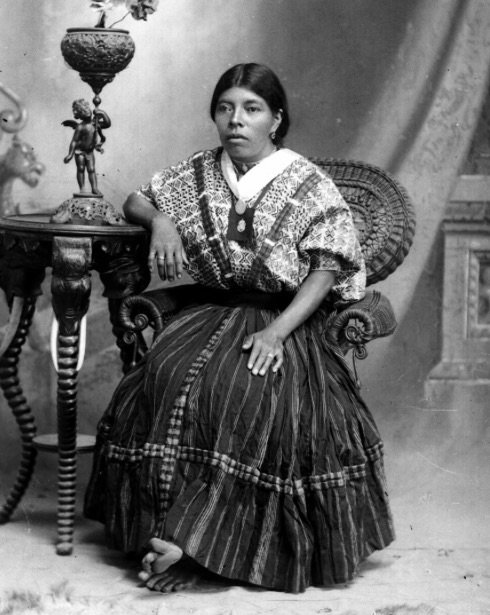
Portrét domorodé dámy, 1895
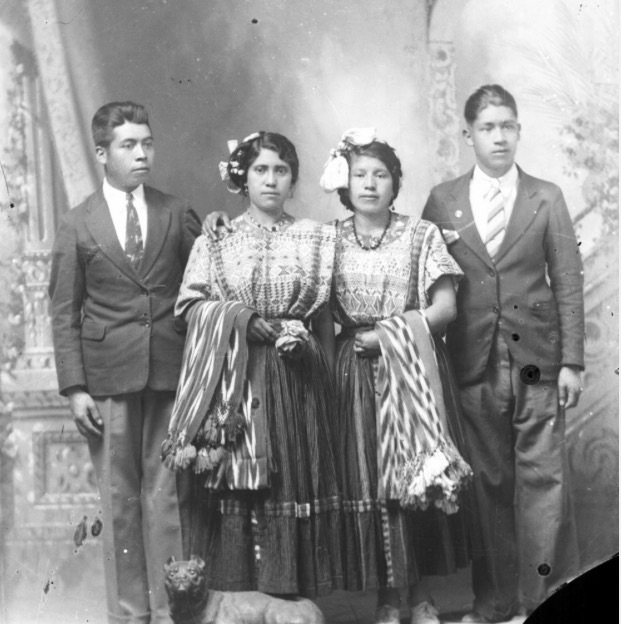
Rodinná fotografie, 1895
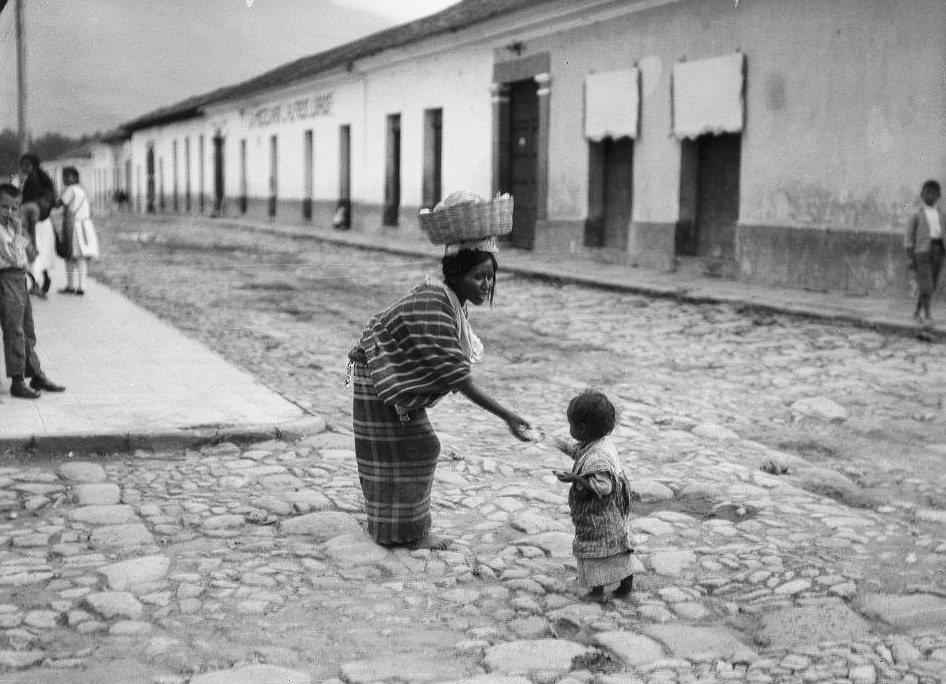
Familia Antigua, 1915
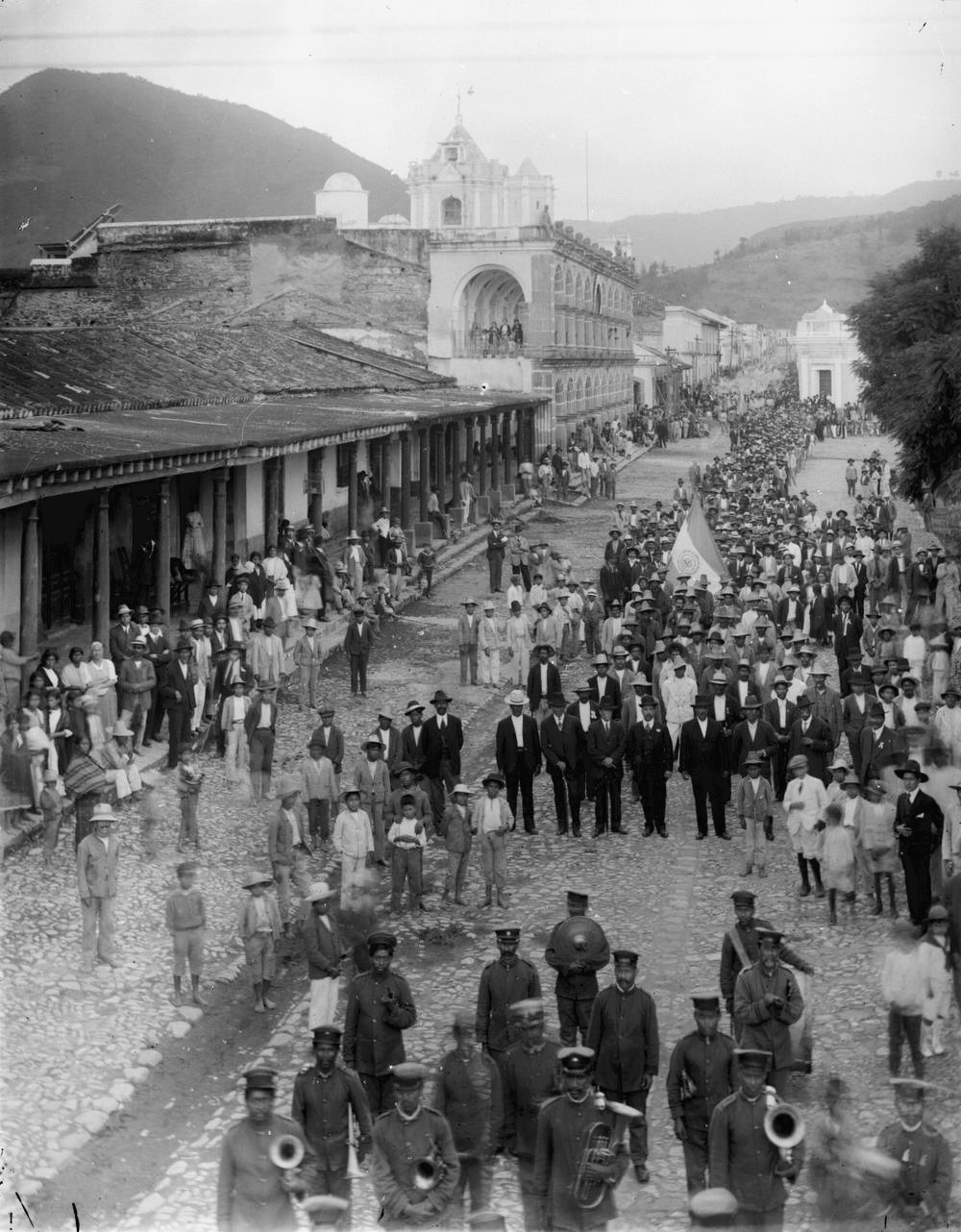
Desdileyas, 1910
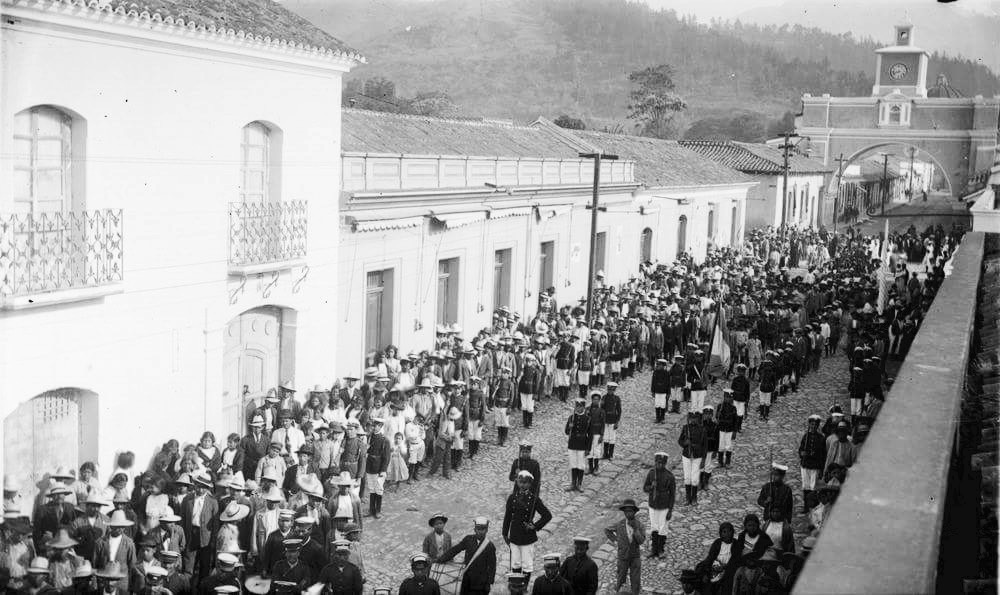
Desfile Antigua, 1910
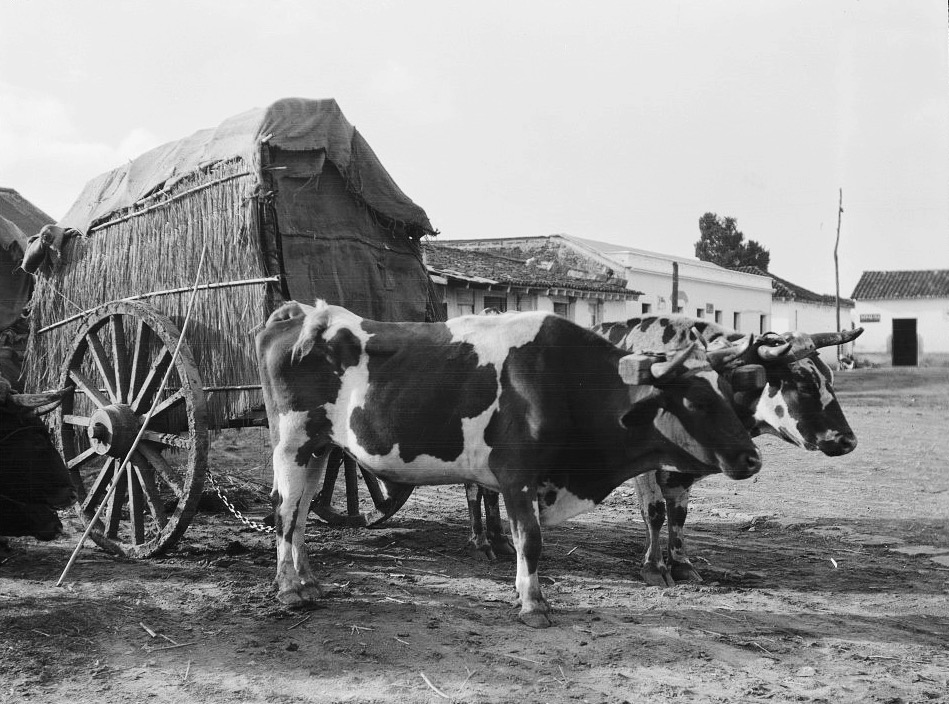
Přeprava kávy v Antigua Guatemala, 1910
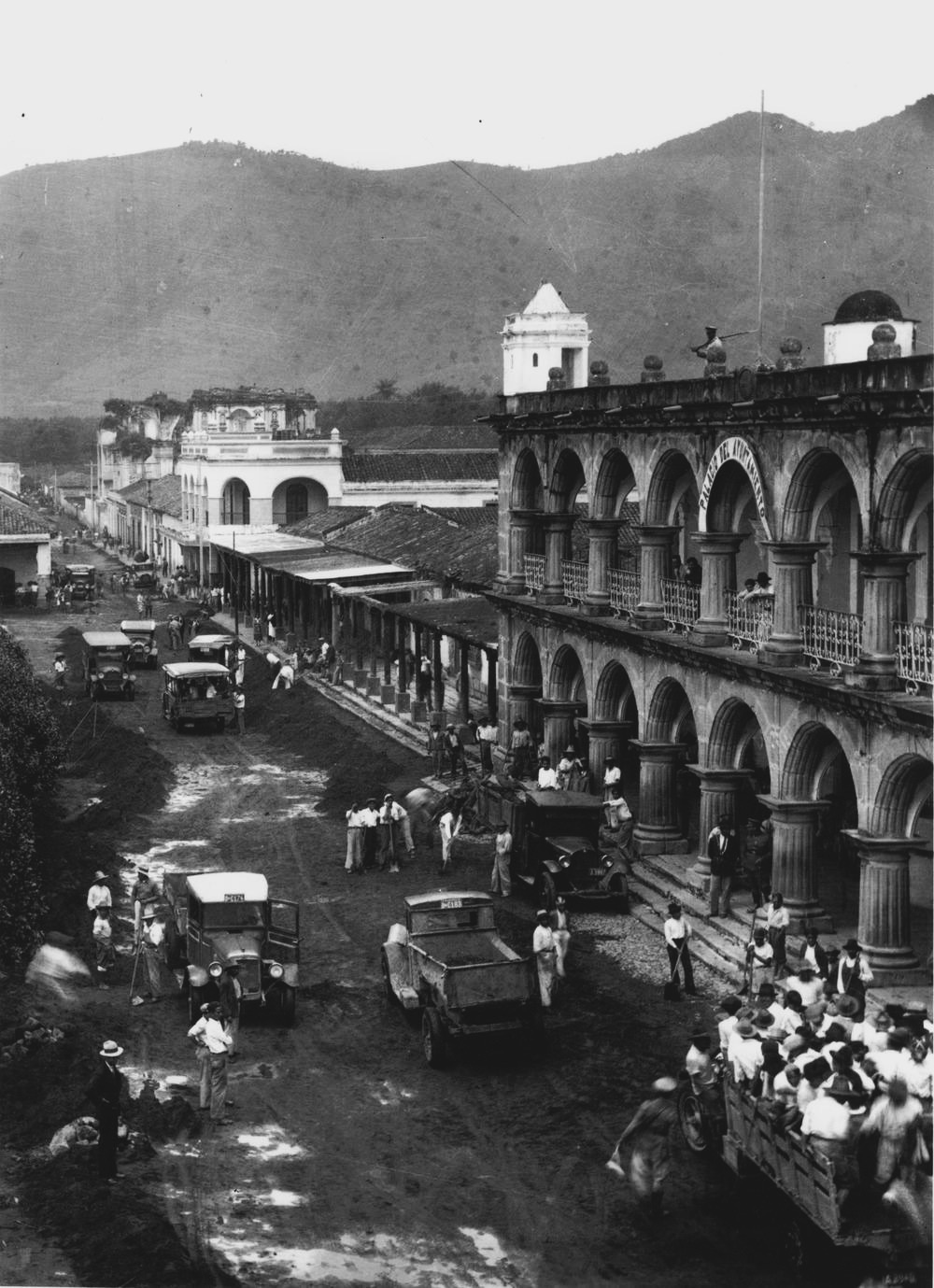
Ceniza Antigua, 1925
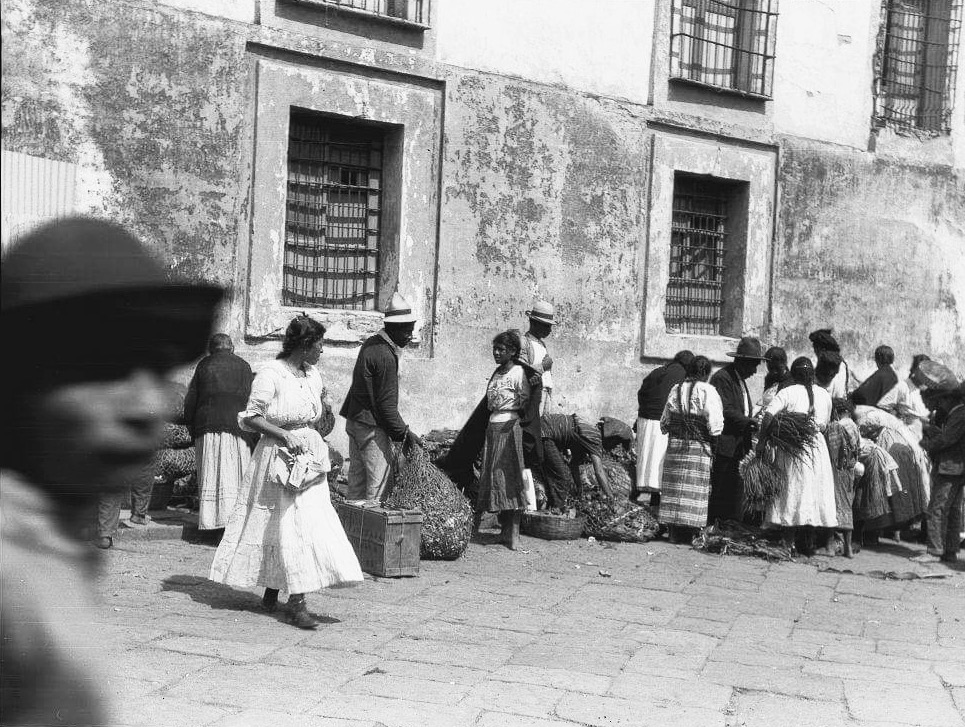
Život u Metropolitní katedrály, Guatemala, 1910
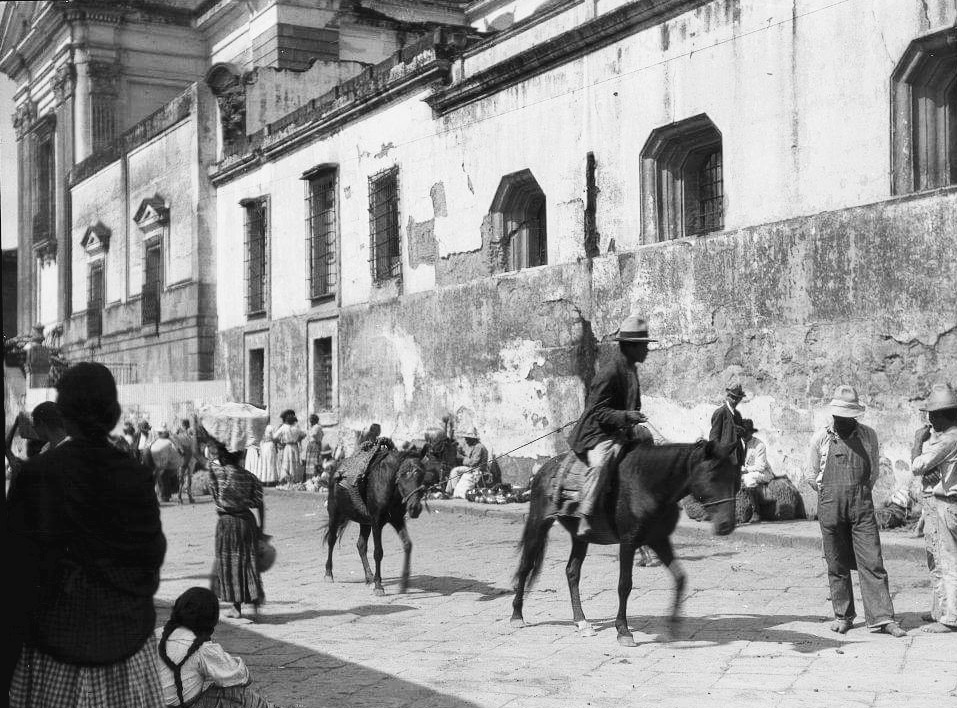
Život u Metropolitní katedrály, Guatemala, 1910
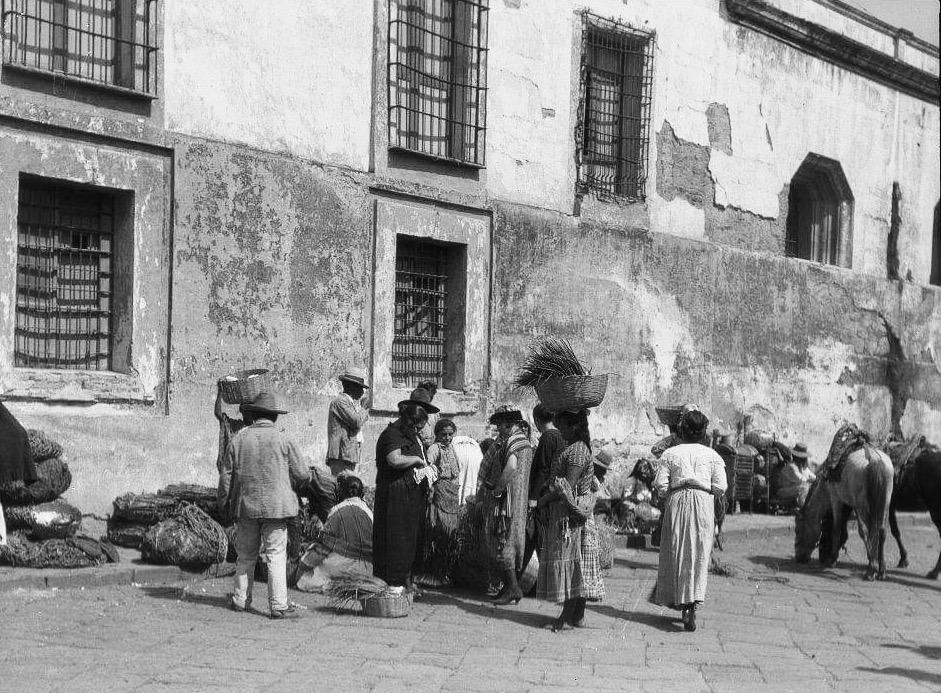
Život u Metropolitní katedrály, Guatemala, 1910
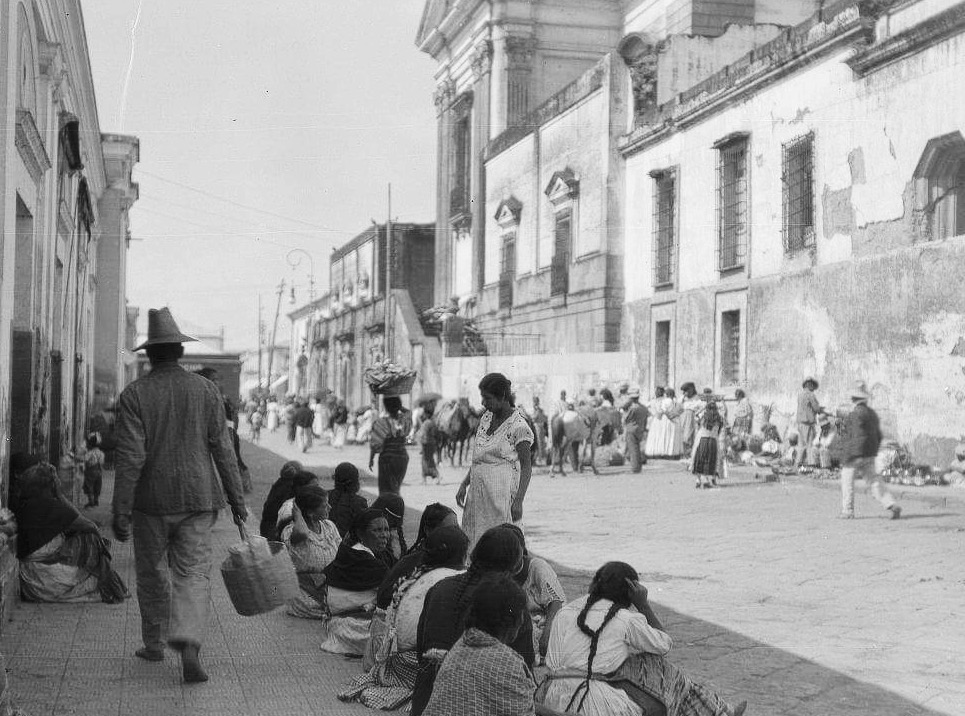
Život u Metropolitní katedrály, Guatemala, 1910
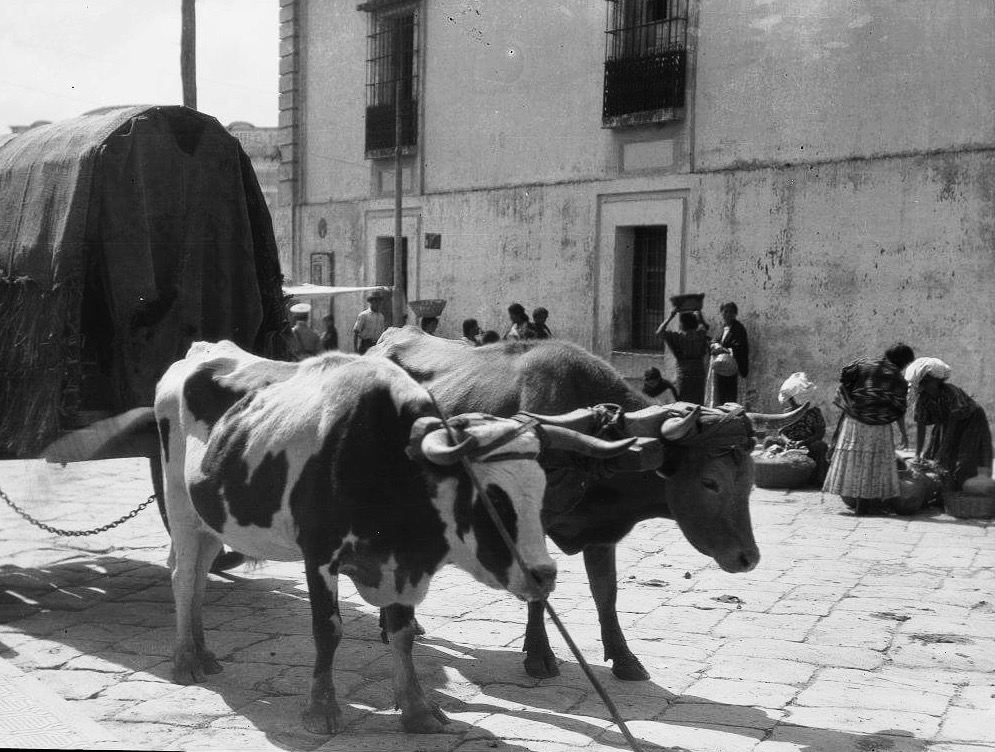
Život u Metropolitní katedrály, Guatemala, 1910
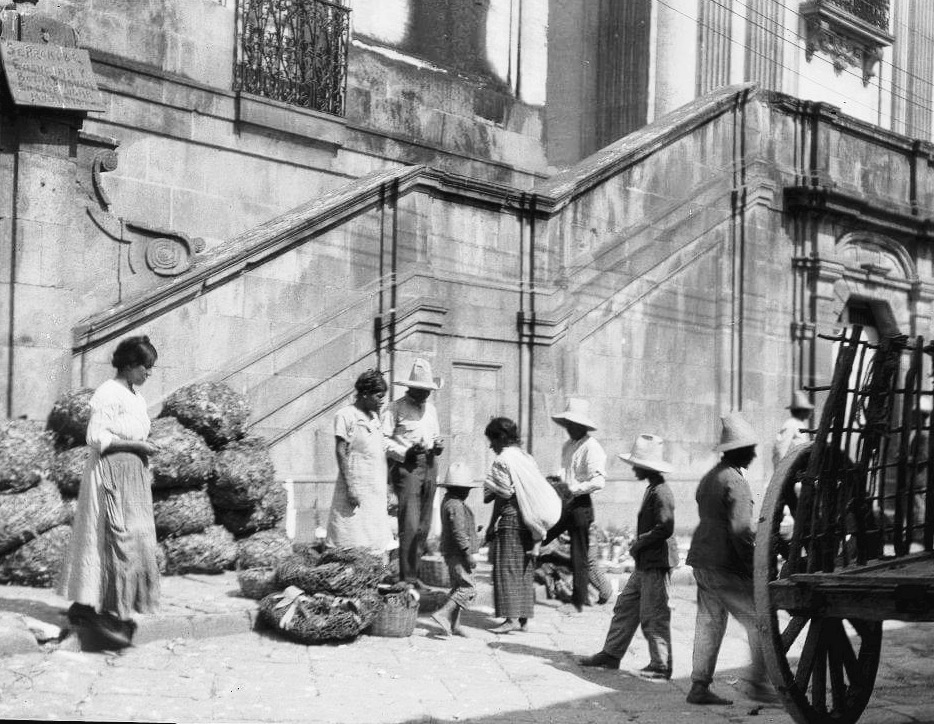
Prodejci na centrálním trhu u východního vchodu do Metropolitní katedrály města Guatemala, 1910
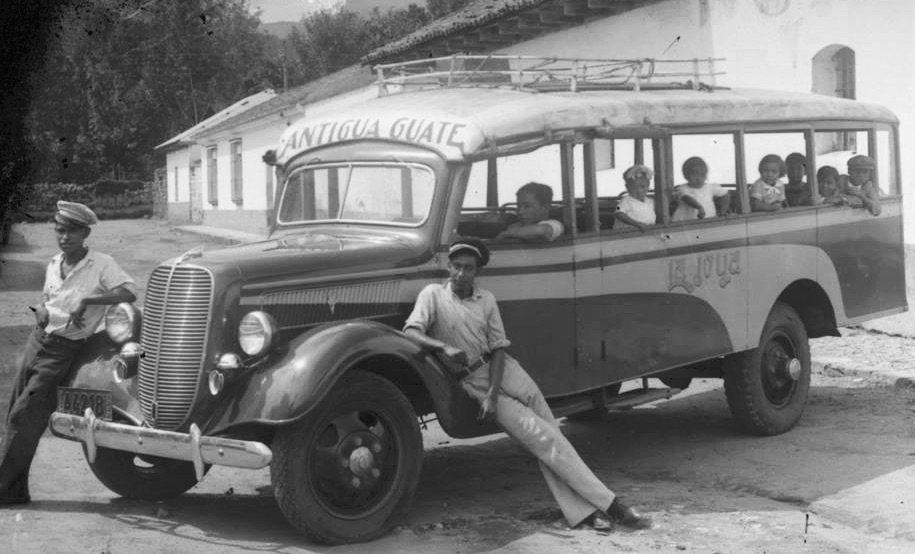
Buses Antigua, 1926
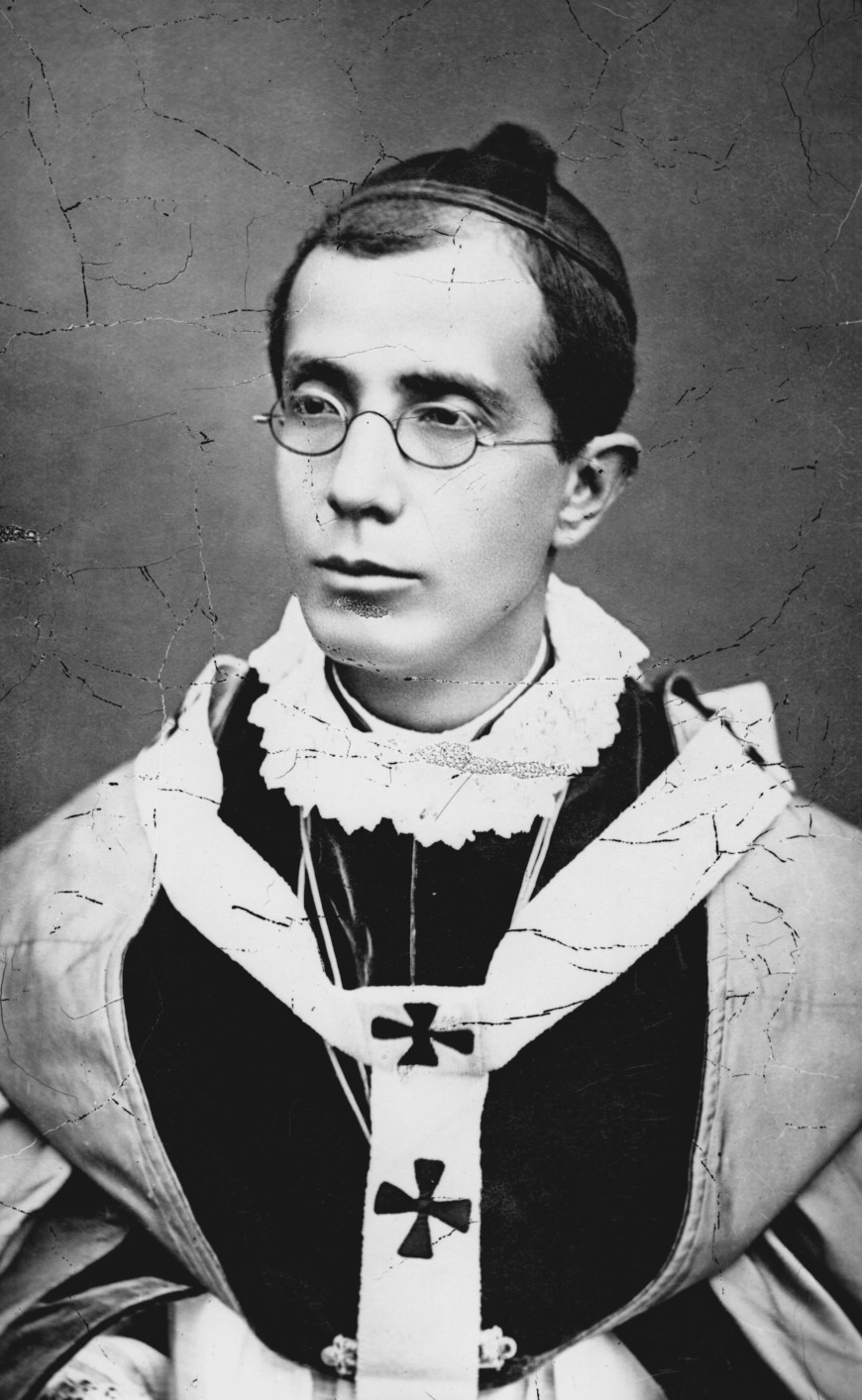
Kněz Casanova Yestrada